# عائلة دونالد ترمب
عائلة دونالد ترمب (الرئيس السابع والأربعون للولايات المتحدة 2017–2021، وصاحب منظمة ترمب) هي عائلة أمريكية من أصل ألماني واسكتلندي. اُشتُهِرَت العائلة في مجال الأعمال والترفيه والسياسة والعقارات. كان دونالد ترمب وزوجته الثالثة ميلانيا وابنهما بارون هم العائلة الأولى طوال مدة رئاسته. كان والد ترمب فريد ابنًا لمهاجرين ألمان، بينما كانت والدته ماري آن ماكلويد مهاجرة اسكتلندية. لدى ترمب خمسة أبناء من ثلاث زوجات، وعشرة أحفاد.

## أفراد الأسرة

### الزوجات
- ميلانيا ترمب (née Knavs)، الزوجة الثالثة لدونالد ترمب، ولدت في نوفو ميستو، يوغسلافيا (في الوقت الحاضر سلوفينيا). حصلت على الجنسية الأمريكية عام 2006. تعدّ ميلانيا ترمب بتولي زوجها دونالد ترمب ثاني سيدة أولى من أصل أجنبي بعد السيدة الأولى السابقة لويزا آدامز زوجة الرئيس جون كوينسي آدامز بين عامي 1825 - 1829، تعدّ ميلانيا هي الزوجة الثالثة للرئيس الأمريكي ترمب ولها منه ابن واحد وهو بارون ترمب.[2]
- إيفانا ماري ترمب وهي سيدة أعمال تشيكية أمريكية ومؤلفة وناشطة اجتماعية وعارضة أزياء سابقة، وتعرف بشكل أكثر بأنها الزوجة السابقة لرجل الأعمال والرئيس المنتخب الأمريكي دونالد ترمب. ولدت في بلدة مورافيا بمدينة زلين، تشيكوسلوفاكيا، والدها يدعى ميلوش ووالدتها تدعى ماري. شجعها والدها في سن مبكرة جدا في رياضة التزلج نظرا لموهبتها الفريدة. في أوائل سنة 1970 دخلت جامعة كارلوفا في براغ.
- مارلا آن ميبلز ممثلة وشخصية تلفزيونية أمريكية ولقد كانت متزوجة من ر دونالد ترمب بين عامي 1993 - 1999. ولدت في كوهوتا في جورجيا، وهي ربة منزل، وعارضة أزياء.

### الأبناء
دونالد ترمب لديه خمسة أبناء: دونالد ترمب الابن، إيفانكا ترمب، إريك ترمب، تيفاني ترمب وبارون ترمب
- دونالد جون «دون» ترمب الابن رجل أعمال أمريكي، والابن البكر للرئيس دونالد ترمب من زوجته عارضة الأزياء السابقة ايفانا. يعمل حاليًا مع شقيقته إيفانكا ترمب وأخيه إريك ترمب الذي يشغل حاليًا منصب نائب الرئيس التنفيذي في منظمة ترمب
- ماري ايفانكا ترمب هي سيدة أعمال أمريكية، وعارضة أزياء سابقة، وهي ابنة الرئيس دونالد ترمب من زوجته عارضة الأزياء السابقة ايفانا، وهي نائبة الرئيس التنفيذي للتطوير وعمليات الاستحواذ في منظمة ترمب، حيث يتركّز عملها في إدارة عقارات وفنادق الشركة.
- إريك فريدريك ترمب رجل أعمال أمريكي، وهو الابن الثاني لدونالد ترمب من زوجته عارضة الأزياء السابقة ايفانا. إريك هو نائب الرئيس التنفيذي في منظمة ترمب، وهو المسؤول عن قبول المشاريع الجديدة والتنموية من جميع أنحاء العالم للمنظمة، مع أخيه، دونالد ترمب الابن وشقيقته إيفانكا. في عام 2006، أسس مؤسسة إريك ترمب ، الأمر الذي جعله يجمع المال للتبرعات لمستشفى سانت جود للأطفال. إريك صاحب مصنع ترمب للخمور. ويشرف هو ووالده على 18 ناديا من نوادي دونالد ترمب للجولف
- تيفاني ترمب (13 أكتوبر <1993)  هي ابنة رئيس الولايات المتحدة الأمريكية دونالد ترمب من زوجته السابقة مارلا مابلز. ولدت في ويست بالم بيتش، فلوريدا،  وتعدّ هي الإبنه الوحيدة لدونالد ترمب من زوجته السابقة مارلا مابلز. تربت عند والدتها في ولاية كاليفورنيا، حيث عاشت هناك حتى التخرج من المدرسة الثانوية.
- بارون ويليام ترمب ولد تاريخ 20 مارس 2006 وهو الابن الأصغر لدونالد ترمب من زوجته الحالية ميلانيا ترمب.[3]

## الأسلاف

### شجرة العائلة
- يوهان بول ترامب (1727–1792)، تزوج ماريا إليزابيثا سيتزر[4]
  - شارلوت لويزا ترامب (1789–1833)، تزوجت يوهان جورج هاينز
    -  جون هنري هاينز (1811–1891)، هاجر إلى الولايات المتحدة في عام 1840، تزوج آنا مارجريتا شميت (1822–1899)، هاجر إلى الولايات المتحدة في عام 1840[5]
      -  هنري جون هاينز (1844–1919)، مؤسس شركة هاينز[6]

  -  يوهانس ترامب (1789–1835)، تزوج سوزانا ماريا بشتلوف
    - يوهانس كريستيان ترامب (1829–1877)، تزوج كاثارينا كوبر (1836–1922)[7]
      - فريدريك ترامب (1869–1918)، حلاق، مدير مطعم وفندق، هاجر إلى الولايات المتحدة في عام 1885/1905، وتزوج إليزابيث كرايست ترامب التي هاجرت هي نفسها إلى الولايات المتحدة في عام 1902.
        - إليزابيث (إليزابيث) ترامب (1904–1961)، تزوجت ويليام أوتو والتر
          - جون ويتني والتر (1934–2018)، المعروف بـ«مؤرخ العائلة» لترامب[8] تزوج جوان والتر[9][10]
            - كريستين والتر
            -  نانسي والتر

        - فريدريك كرايست ترامب (1905–1999)، مطور عقارات، تزوج ماري ماكلاود (1912–2000) التي هاجرت إلى الولايات المتحدة في عام 1930.[11]
          - ماريان ترامب (1937–2023)، قاضية فيدرالية، تزوجت وتطلقت من ديفيد ديسموند؛ تزوجت جون باري
            - ديفيد ويليام ديسموند تزوج ليزا أيتكن[12]

          - فريدريك كرايست «فريدي» ترامب الابن (1938–1981)، طيار لدى خطوط عبر العالم الجوية[13] تزوج وطلق ليندا كلاب
            - فريدريك كرايست «فريتز» ترامب الثالث (ولد في عام 1962) تزوج ليزا بيث لورانت[14][15]
            - ماري ليا ترامب (ولدت في عام 1965)، عالمة نفس، كاتبة، تزوجت وتطلقت من دينا نوواك[16]
              -  أفاري ترامب[17]

          - إليزابيث جوان ترامب (ولدت عام 1942)، تزوجت جيمس والتر جراو[16]

          - دونالد جون ترامب (ولد 1946)، مطور عقارات، الرئيس الخامس والأربعون للولايات المتحدة، تزوج وطلق إيفانا زيلنيكوفا؛ تزوج وطلق مارلا ميبلز؛ تزوج ميلانيا كناوس
            - دونالد جون «دوني» ترامب الابن (ولد عام 1977؛ من الزواج الأول)، تزوج وطلق فانيسا هايدن
            - إيفانا ماري «إيفانكا» ترامب (ولدت في عام 1981؛ من الزواج الأول)، تزوجت جاريد كوشنر
            - إريك فريدريك ترامب (ولد 1984؛ من الزواج الأول)، تزوج لارا يوناسكا
            - تيفاني أريانا ترامب (ولدت في 1993؛ من الزواج الثاني)، تزوجت مايكل بولوس
            -  بارون ويليام ترامب (ولد عام 2006؛ من الزواج الثالث)

          -  روبرت ستيوارت ترامب (1948–2020)،[16][18] تزوج وطلق بلاين بيرد؛[19] تزوج آن ماري بالان

        - جون جي ترامب (1907–1985)، تزوج إلورا جوردون ساوربرون (1913–1983)
          - جون جوردون ترامب (1938–2012)
          - كريستين إلورا ترامب فيلب (1942–2021)
          -  كارين إليزابيث ترامب إنغراهام (ولدت عام 1949)